# Najveći šerif
Najveći šerif je 6. epizoda strip serijala Ken Parker. Obavljena je premijerno u bivšoj Jugoslaviji u Lunov magnus stripu u oktobru 1980. godine u broju 433. Koštala je 12 dinara (0,8 DEM; 0,48 $) i imala 91 stranu. Naslovnu stranu nacrtao je Bane Kerac.

## Originalna epizoda
Originalna epizoda izašla premijerno je u Italiji u novembru 1977 godine za Cepim. Nosila je naziv Sangue sulle stelle (Krvave zvezde). Ovo je bila prva epizoda Ken Parkera koju je nacrtao Đankarlo Alesandrini, koji je čitaocima bivše Jugoslavije kasnije postao poznat kao jedan od kreatora i čestih autora Marti Misterije), dok je scenario napisao Đankarlo Berardi. Koštala je 500 lira (0,46 $, 1,01 DEM).

## Sadržaj
U proleće 1872. godine, nastavljajući potragu za Donaldom Velšom (LMS-422), Ken dolazi u gradić Prad siti (u originalu: Paradise City). Grad je poznat po tome što banda kriminalaca predvođena Li Maverikom, maltretira stanovništvo i stočare, koji svoj novac troše u lokalnim kockarnicama. 
Nakon što je prodao kože, kriminalci opljačkaju Kena, ali on iste večeri uspeva da ih pronađe i povrati deo novca. Impresionirani njegovom hrabrošću, lokalni tajkuni, koji žele da prekinu lanac kriminalnih radnji i uspostave normalne privredne aktivnosti, nude Kenu poziciju gradskog šerifa. Ken najpre odbija, ali kada je video da su kriminalci u stanju da ubiju malo dete da bi prikrili svoje aktivnosti, prihvata mesto šerifa sa ciljem da im se osveti.
Ostatak strip je manje-više tipična vestern priča u kojoj Ken sređuje Maverikovu bandu (završava se sa krajem dostojnim Taličnog toma), s tim što na samom kraju Ken, u stilu Herkula Poaroa, objašnjava ko je ubio malog dečaka.

## Dramaturgija epizode
Najveći deo ove priče jeste tipična vestern priča koja ima predvidljiv kraj (Ken uz pomoć građana sređuje Maverikovu bandu). Ken se na početku priče ponaša kao tipičan heroj, koji izgovara očekivane rečenice. Ipak, u ovoj epizodi Ken se po prvi put ogleda u ulozi detektiva (u kojoj će se kasnije oprobati još nekoliko puta: LMS-502, LMS-734), te u stilu Herkul Poaroa objašnjava ko je ubio malog Markusa. Potpuno neočekivano, ubica nije niko iz redova Maverikove bande, već se nalazi na potpuno drugoj strani.

## Motivacije
Ova epizoda na prvi pogleda izgleda kao popunjivač prostora dok Milaco ne završi naredne dve epizode u kojima će se Parker konačno obračunati s Volšom (LMS-444). Ipak njen značaj je daleko veći ako se uzme u obzir izgradnja Kenovog karaktera. 
U ovoj priči učvrćuje se uverenje da je osveta Kenov osnovni pokretač za obračun sa kriminalcima. Njegov prvi sukob je da bi povratio novac koji su mu oteli. (Kada ga Markusova majka pita zašto želi da se obračuna sa kriminalcima, Ken odgovara: "Teško sam zaradio taj novac, ne mogu ga se odreći tek tako.") Kasnije, kada mu lokalni tajkuni (vlasnici banaka i firmi) predlažu da preuzme mesto šerifa i zavede red i gradu, Ken odlučno odbija ponudu, ostavljajući ih da se sami valjaju u sopstvenom blatu. Ovo je suštinska razlika između Kena i ostalih junaka LMS I ZS: da su na njegovom mestu bili Zagor, Teks ili Mali rendžer (koji su živeli u sličnom vremenskom periodu u Americi), oni bi se bez razmišljanja prihvatili šerifske zvezde i počeli da zavode red u gradu.
Kada neposletku, ipak, prihvata funkciju šerifa, to se dešava tek kada u trenutku kada razbojnici ubijaju malog Markusa (dečaka koga je upoznao na ulasku u grad) da bi ga sprečili da govori. Kao i u slučaju indijanaca, Ken kreće u borbu protiv zla, ne zarad opšteg dobra, već da bi osvetio osobu koja mu je bila draga. (Ken je prethodno proveo jedno veče u kući kod Markusa i njegove majke. Emocionalni odnosi između njega, Markusa i Markusove majke su očigledno uticali na Kenovu odluku da prihvati značku.)

## Cenzura i skraćivanje
I ova epizoda je prilično osakaćena skraćivanjem. Prenosimo deo iz recenzije sa sajta stripovi.com:
“Posebno poglavlje zaslužuje Dnevnik, kao i obično. Ovaj put sam se malo više potrudio pa sam detaljnije analizirao njihovo “uređivanje” ovog broja i rezultat je katastrofalan. Izbačene su četiri stranice, od kojih su dvije prilično bitne za daljnju radnju. Prva, stranica 15 u originalnom izdanju nam prikazuje slučajan susret Kena i prostitutke Rosie, gdje ovaj odbija njen poziv, “Treba li vam što mladiću?” sa “Samo kada i kupka, možda svratim do vas neki drugi put…” isprikom. Rosie odvraća “Ne sumnjam, svi prije ili poslije svrate do Rosie!”
Poslije u priči Ken bježi od kauboja i spašava ga upravo Rosie koja ga pušta u svoju sobu (“Treba li vam što šerife…osim kade za kupanje?”) na stranici 55. U sljedećoj sceni Rosie kaže «Rekla sam ti da svi prije ili kasnije svrate do Rosie» što je gđa. Branka Rakić , koja je prevela ovaj broj, prevela sa “Gle, kako je nestrpljiv ovaj mladi čovjek”. Zbilja maštovito, nema šta. Kad se tome doda priglupi prevod pjesme na uvodu u strip plus još cijela gomila površnih i netočnih prevoda bez imalo računa o kontekstu ili humoru cijela stvar je još gora. Tako npr. na zadnjoj vinjeti sedme stranice Ken kaže Otisu “Zadovoljstvo je samo moje”, dok u originalu kaže “Il dispiacere e solo mio”, tj. “Nezadovoljstvo je samo moje”, grad Paradise City je preimenovan u Prad city (?!) itd itd… Druga izbačena stranica je originalna stranica 29 koja bi u našem izdanju trebalo da dođe između stranica 27 i 28 u kojoj Ken ubija trećeg napadača. Dnevnik je to uredno izbacio, iako nakon par stranica dalje gradonačelnik Moore Kenu spominje “trojicu koju ste sinoć sredili u saloonu”, a mi smo vidjeli samo obračun sa dvojicom. Još dodajte i izbačenu originalnu naslovnicu (Kerčeva zamjena sama po sebi nije toliko loša, ali opet, ne prepoznajemo da je jedan od likova Ken Parker i scena nema nikakve veze sa radjom stripa), katastrofalan papir i još goru štampu, i sve to skupa izgleda jako jako loše”.